# 林永孚
林永孚（1922年—），曾用名林承富，广东新会人，中华人民共和国政治人物，中国民主建国会中央委员会原常务委员、广东省委员会原主任委员，第七、八届全国政协委员。